# 阿里尔·沙龙公园
32°1′36.93″N 34°49′26.71″E / 32.0269250°N 34.8240861°E
阿里尔·沙龙公园（פארק אריאל שרון - Ariel Sharon Park / פארק איילון - Ayalon Park）是计划建在特拉维夫大都会区南部，在阿亚隆河的一些洪泛区周围的一个大型公园。Azor河和Kofer河连接到公园区的河流。1号公路和44号公路贯穿公园的规划区域。该公园计划于2020年开放，到時将成为以色列最大的公园之一，也是中东最大的公园之一。
公园已经有了自行车的小径。

## 回收公园
該公園的部分土地以前是赫里亞（Hiriya）垃圾场，在1952年至1998年之间運作。2002年，以色列政府决定修复这个地点，在这个垃圾场周围建立一个大型公园。當時任總理的阿里尔·沙龙支持此計劃。2004年，德国景观建筑师彼得·拉茲赢得了该項目的新设计工作。2007年，生态研究中心在回收园开业。2010年，再生园获得了欧洲建筑中心在“风景园林”类别中的最佳绿色设计奖。

## 图集

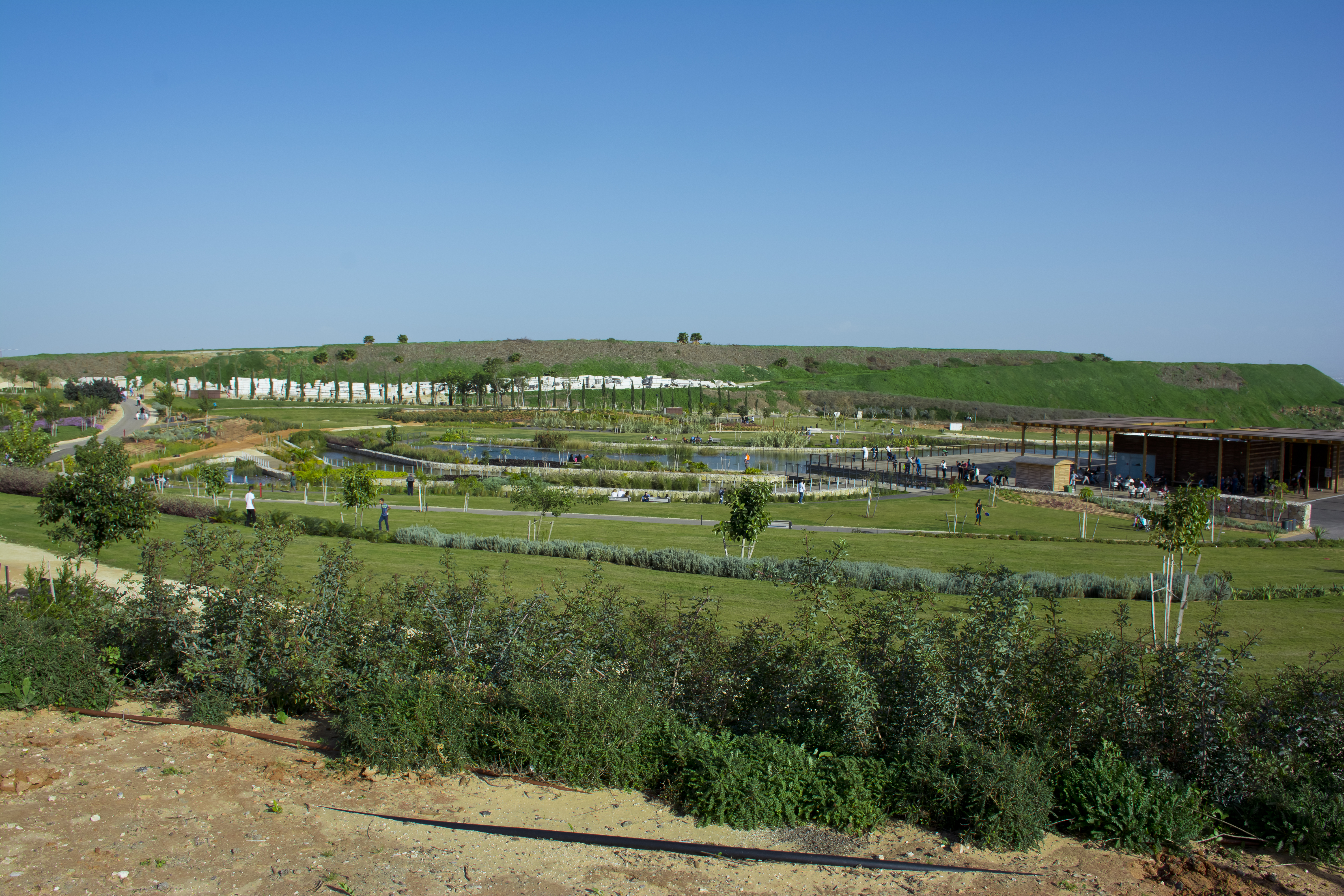
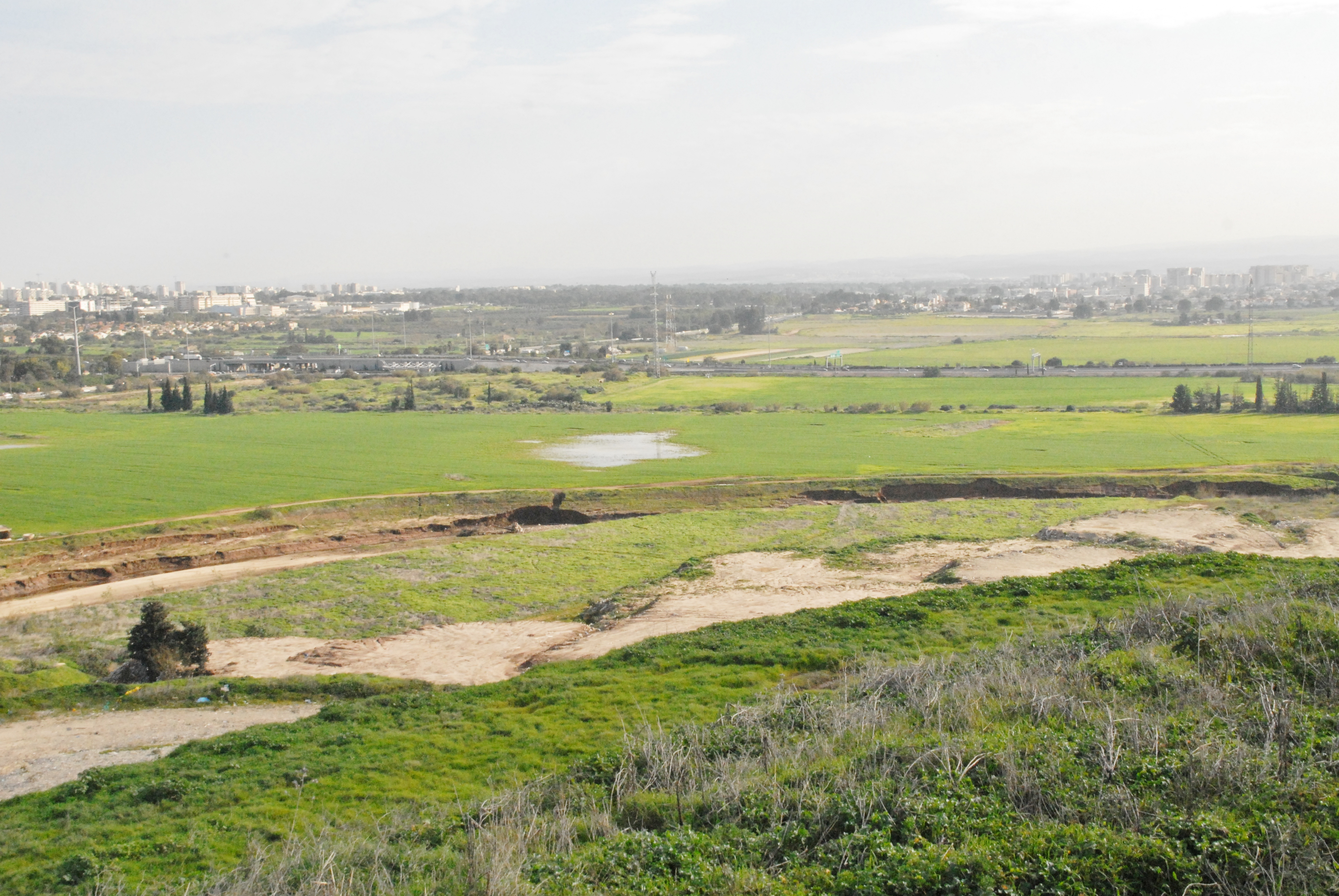
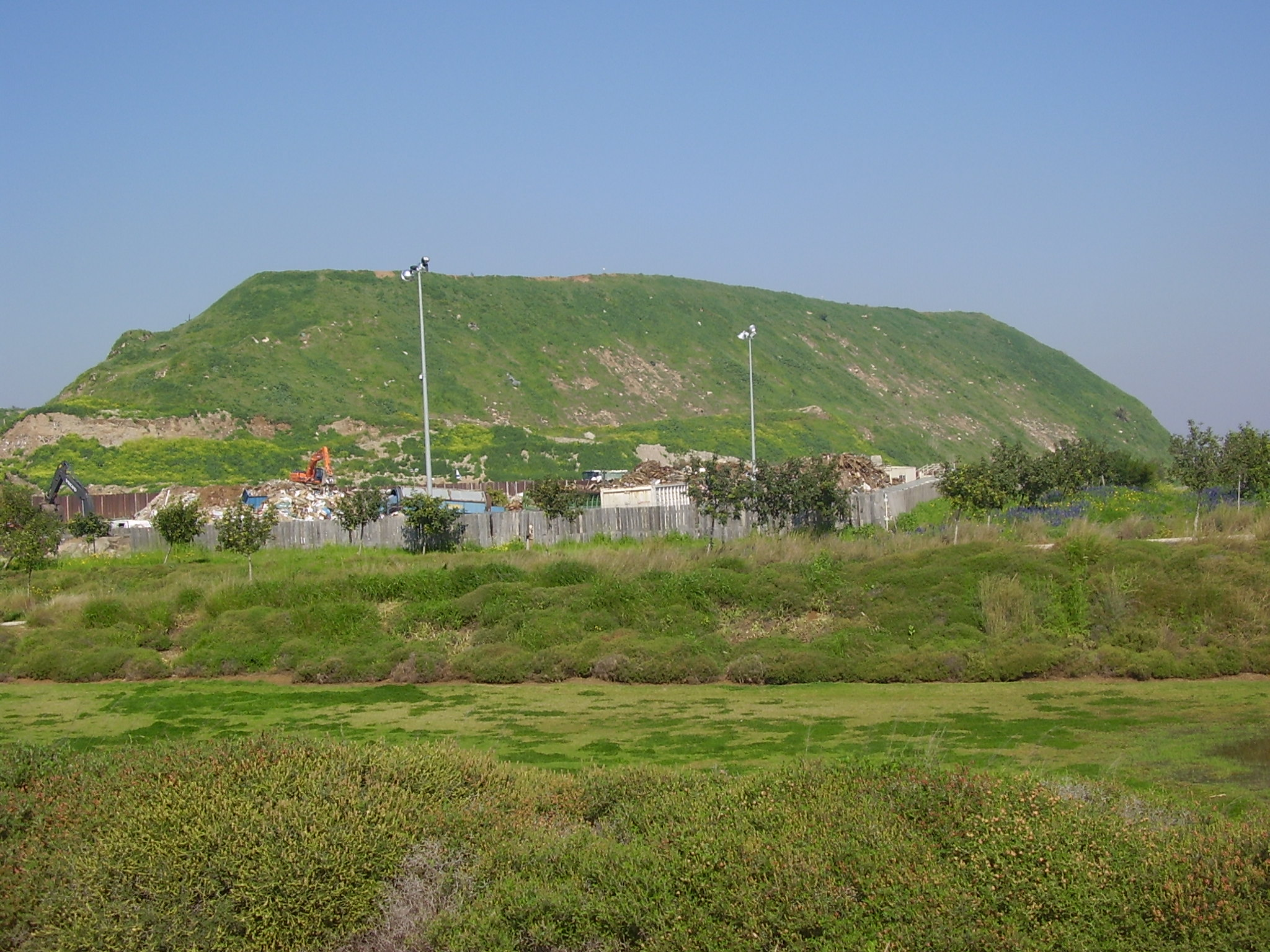